# Pyrausta acontialis
Pyrausta acontialis là một loài bướm đêm trong họ Crambidae.